# Renato Baldini
Renato Baldini (Roma, 18 dicembre 1921 – Roma, 5 luglio 1995) è stato un attore italiano.

## Biografia
Attore di fotoromanzi, esordisce nel cinema interpretando un piccolo ruolo in È primavera... di Renato Castellani (1950). Nello stesso anno è promosso protagonista da Francesco De Robertis che lo vuole nel suo Il mulatto, seguito, l'anno successivo, del ruolo di protagonista in La città si difende di Pietro Germi. Per tutti gli anni cinquanta è attore assai amato dalle platee più popolari: lavora in molti film (tra cui Gli infermieri della mutua del 1969) e quasi sempre in ruoli di primissimo piano.
Alto, prestante, bello, interpreta solitamente il ruolo dell'uomo deciso, forte di carattere, leale e onesto. Dai primi anni sessanta, sparito dagli schermi il genere di film a lui più congeniale, si adatta a parti molto diverse fra loro. Nel decennio seguente si cimenta maggiormente in ruoli di carattere. Della sua attività televisiva ricordiamo:  I racconti del maresciallo di Mario Landi (1968); E le stelle stanno a guardare di Anton Giulio Majano (1973); Qui squadra mobile di Anton Giulio Majano (1976); Nessuno deve sapere di Mario Landi (1973); L'amante dell'Orsa Maggiore di Anton Giulio Majano (1983).

## Filmografia parziale

### Cinema
- Harlem, regia di Carmine Gallone (1943)
- Fifa e arena, regia di Mario Mattoli (1948)
- L'imperatore di Capri, regia di Luigi Comencini (1949)
- È primavera..., regia di Renato Castellani (1950)
- Il mulatto, regia di Francesco De Robertis (1950)
- Persiane chiuse, regia di Luigi Comencini (1950)
- Il richiamo nella tempesta, regia di Oreste Palella (1950)
- Luna Rossa, regia di Armando Fizzarotti (1951)
- Carcerato, regia di Armando Grottini (1951)
- La città si difende, regia di Pietro Germi (1951)
- Rosalba, la fanciulla di Pompei, regia di Natale Montillo (1952)
- Delitto al luna park, regia di Renato Polselli (1952)
- Dramma sul Tevere, regia di Tanio Boccia (1952)
- La leggenda del Piave, regia di Riccardo Freda (1952)
- Vedi Napoli e poi muori, regia di Riccardo Freda (1952)
- Non ho paura di vivere, regia di Fabrizio Taglioni (1952)
- La provinciale, regia di Mario Soldati (1953)
- Teodora, regia di Riccardo Freda (1954)
- L'orfana del ghetto, regia di Carlo Campogalliani (1954)
- La grande speranza, regia di Duilio Coletti (1954)
- Napoli è sempre Napoli, regia di Armando Fizzarotti (1954)
- Foglio di via, regia di Carlo Campogalliani (1955)
- Dinanzi a noi il cielo, regia di Roberto Savarese (1957)
- Erode il grande, regia di Arnaldo Genoino e Viktor Turžanskij (1958)
- Gagliardi e pupe, regia di Roberto Bianchi Montero (1958)
- Armi contro la legge, regia di Ricardo Blasco (1961)
- La ragazza con la valigia, regia di Valerio Zurlini (1961)
- Odio mortale, regia di Franco Montemurro (1962)
- Il figlio di Spartacus, regia di Sergio Corbucci (1962)
- L'arciere delle mille e una notte, regia di Antonio Margheriti (1962)
- Gli invincibili sette, regia di Alberto De Martino (1963)
- I giganti di Roma, regia di Antonio Margheriti (1964)
- La vendetta dei gladiatori, regia di Luigi Capuano (1964)
- Berlino: appuntamento per le spie, regia di Vittorio Sala (1965)
- L'uomo che viene da Canyon City, regia di Alfonso Balcázar (1965)
- La morte viene dal pianeta Aytin, regia di Antonio Margheriti (1965)
- Squillo, regia di Mario Sabatini (1965)
- Una donna per Ringo, regia di Rafael Romero Marchent (1966)
- Mister X, regia di Piero Vivarelli (1967)
- Clint il solitario, regia di Alfonso Balcázar (1967)
- Gli altri, gli altri... e noi, regia di Maurizio Arena (1967)
- Carogne si nasce, regia di Alfonso Brescia (1968)
- Ciccio perdona... Io no!, regia di Marcello Ciorciolini (1968)
- Sono Sartana, il vostro becchino, regia di Giuliano Carnimeo (1969)
- La morte bussa due volte, regia di Harald Philipp (1969)
- Isabella duchessa dei diavoli, regia di Bruno Corbucci (1969)
- Gli infermieri della mutua, regia di Giuseppe Orlandini (1969)
- Una nuvola di polvere... un grido di morte... arriva Sartana, regia di Giuliano Carnimeo (1970)
- Franco e Ciccio sul sentiero di guerra, regia di Aldo Grimaldi (1970)
- Ma chi t'ha dato la patente?, regia di Nando Cicero (1970)
- In nome del popolo italiano, regia di Dino Risi (1971)
- Armiamoci e partite!, regia di Nando Cicero (1971)
- Il mio nome è Mallory... M come morte, regia di Mario Moroni (1971)
- Terza ipotesi su un caso di perfetta strategia criminale, regia di Giuseppe Vari (1972)
- Il West ti va stretto, amico... è arrivato Alleluja, regia di Giuliano Carnimeo (1972)
- ...e continuavano a mettere lo diavolo ne lo inferno, regia di Bitto Albertini (1973)
- Di Tresette ce n'è uno, tutti gli altri son nessuno, regia di Giuliano Carnimeo (1974)
- Corruzione al palazzo di giustizia, regia di Marcello Aliprandi (1974)
- Un genio, due compari, un pollo, regia di Damiano Damiani (1975)
- Colpo in canna, regia di Fernando Di Leo (1975)
- Sapore di mare 2 - Un anno dopo, regia di Bruno Cortini (1983)

### Televisione
- Roma rivuole Cesare, regia di Miklós Jancsó – film TV (1974)

## Doppiatori
- Gualtiero De Angelis in Persiane chiuse, Luna rossa, La città si difende, La provinciale, Napoli è sempre Napoli, Erode il Grande, Berlino: appuntamento per le spie
- Emilio Cigoli in La grande speranza, Il figlio di Spartacus, Isabella duchessa dei diavoli
- Sergio Rossi ne Gli invincibili sette, Una donna per Ringo
- Renato Mori in Terza ipotesi su un caso di perfetta strategia criminale, Un genio, due compari, un pollo
- Aldo Giuffré ne Il mulatto
- Pino Locchi in Teodora
- Mario Feliciani ne I giganti di Roma
- Alberto Lupo in La vendetta dei gladiatori
- Bruno Persa in L'uomo che viene da Canyon City
- Silvano Tranquilli in La morte viene dal pianeta Aytin
- Carlo Buratti in Sono Sartana il vostro becchino
- Roberto Villa in Gli infermieri della mutua
- Luciano De Ambrosis in Una nuvola di polvere... un grido di morte... arriva Sartana
- Renato Turi in Franco e Ciccio sul sentiero di guerra
- Enzo Tarascio ne Il West ti va stretto amico... è arrivato Alleluja